# We're different
We're different is een single van Lynn Anderson en Jerry Lane. Het bevat countrymuziek en werd uitgegeven door Chart Records. Het werd in 1969 opgenomen in een verzamelalbum Duet country met werk van verschillende countrymuziekduo’s. Op dat album staan vier nummers van Anderson en Lane, waarvan er twee geschreven waren door Andersons moeder Liz Anderson. We're different is geschreven door Jerry Lane, net als de B-kant For better or worse. Lane was van huis uit geluidstechnicus.
We're different kreeg geen enkele hitnotering. Bijna al haar singles na deze haalden de specifieke countrylijst van Billboard. Haar grootste hit Rose Garden verscheen in 1970.